# Hydriomena furcata
Hydriomena furcata (tên tiếng Anh: tháng 7 Highflyer) là một loài bướm đêm thuộc họ Geometridae. Nó được tìm thấy ở miền Cổ bắc và cũng được tìm thấy ở Bắc Mỹ.
Sải cánh dài 23–30 mm. Con trưởng thành bay từ tháng 5 đến tháng 8. Có một lứa một năm.
Ấu trùng ăn nhiều loài cây rụng lá, bao gồm Salix và Vaccinium myrtillus.

## Hình ảnh

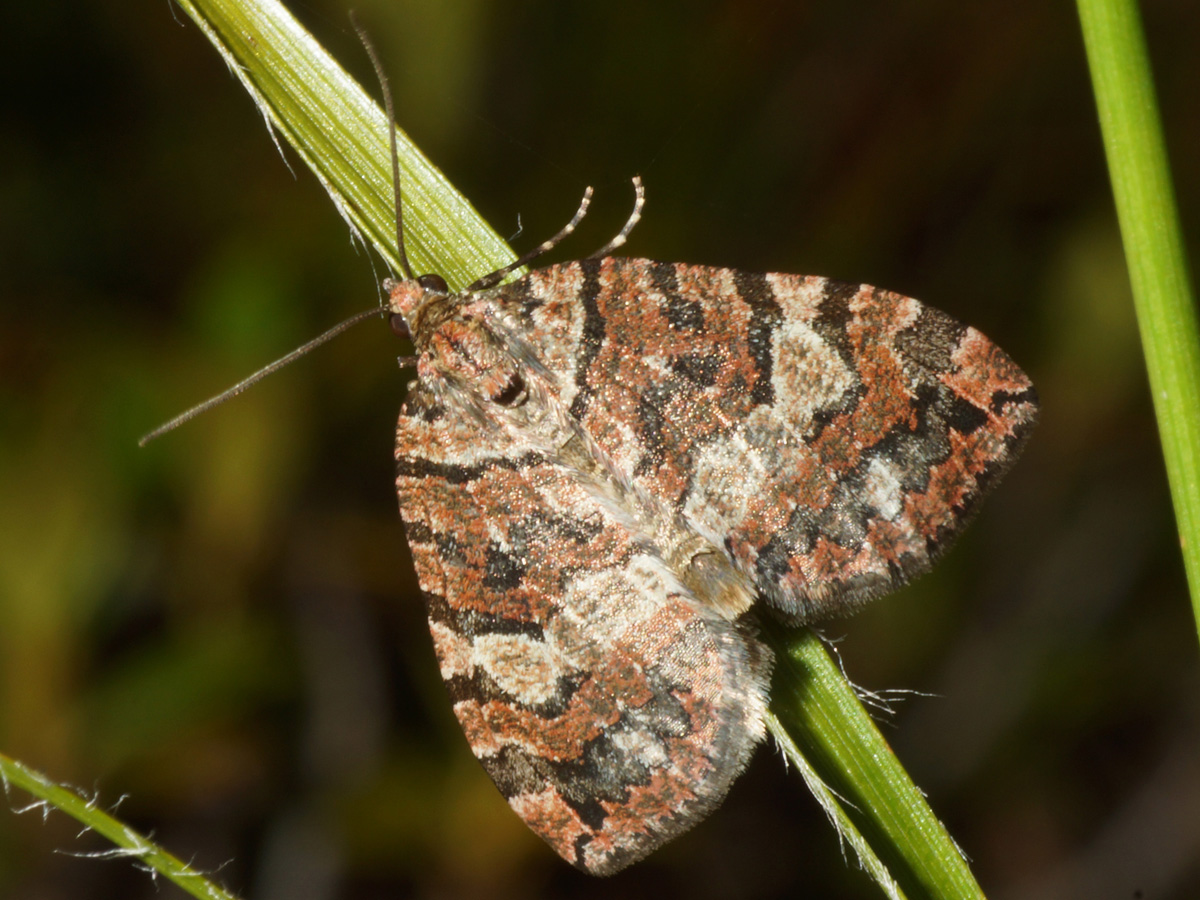
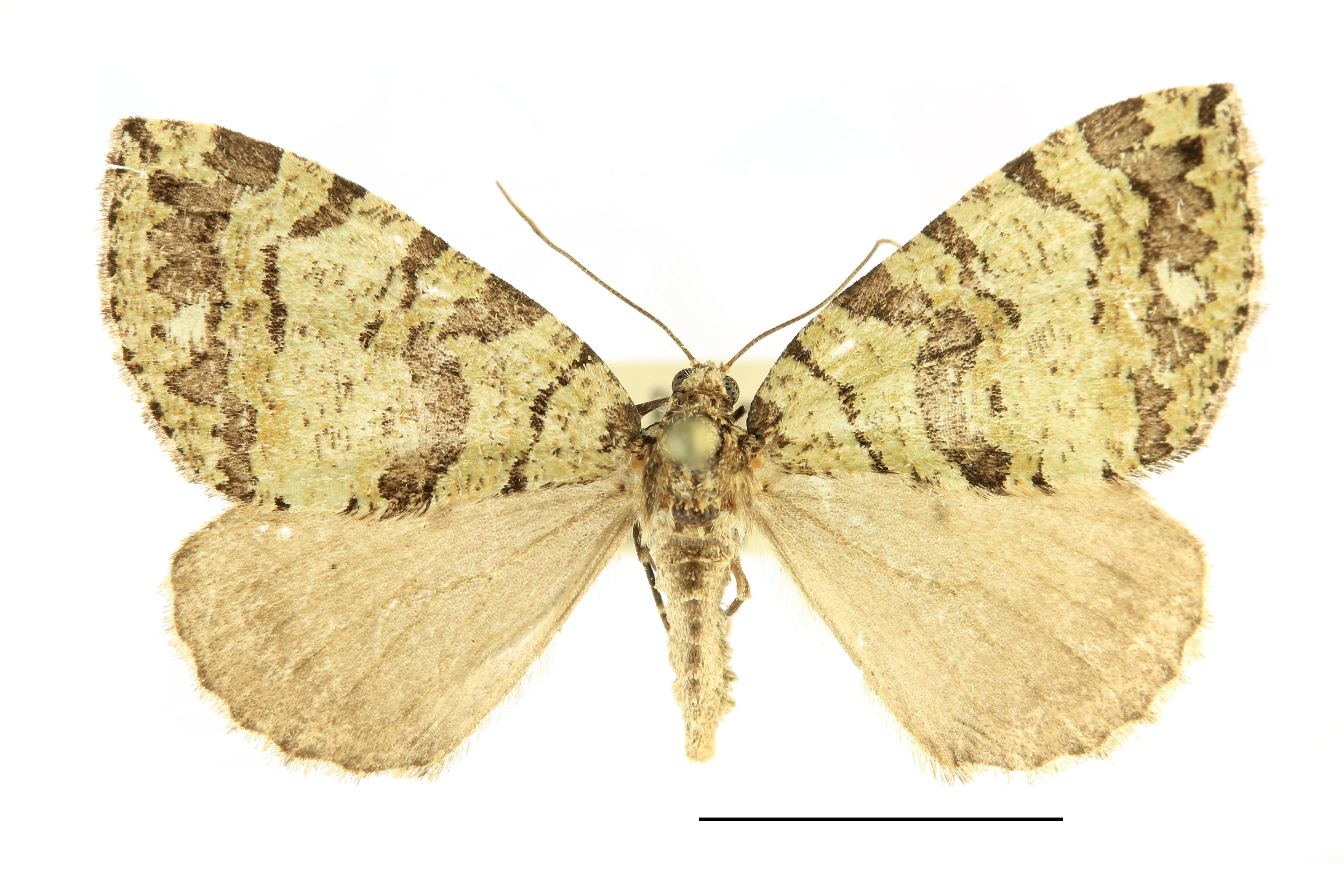
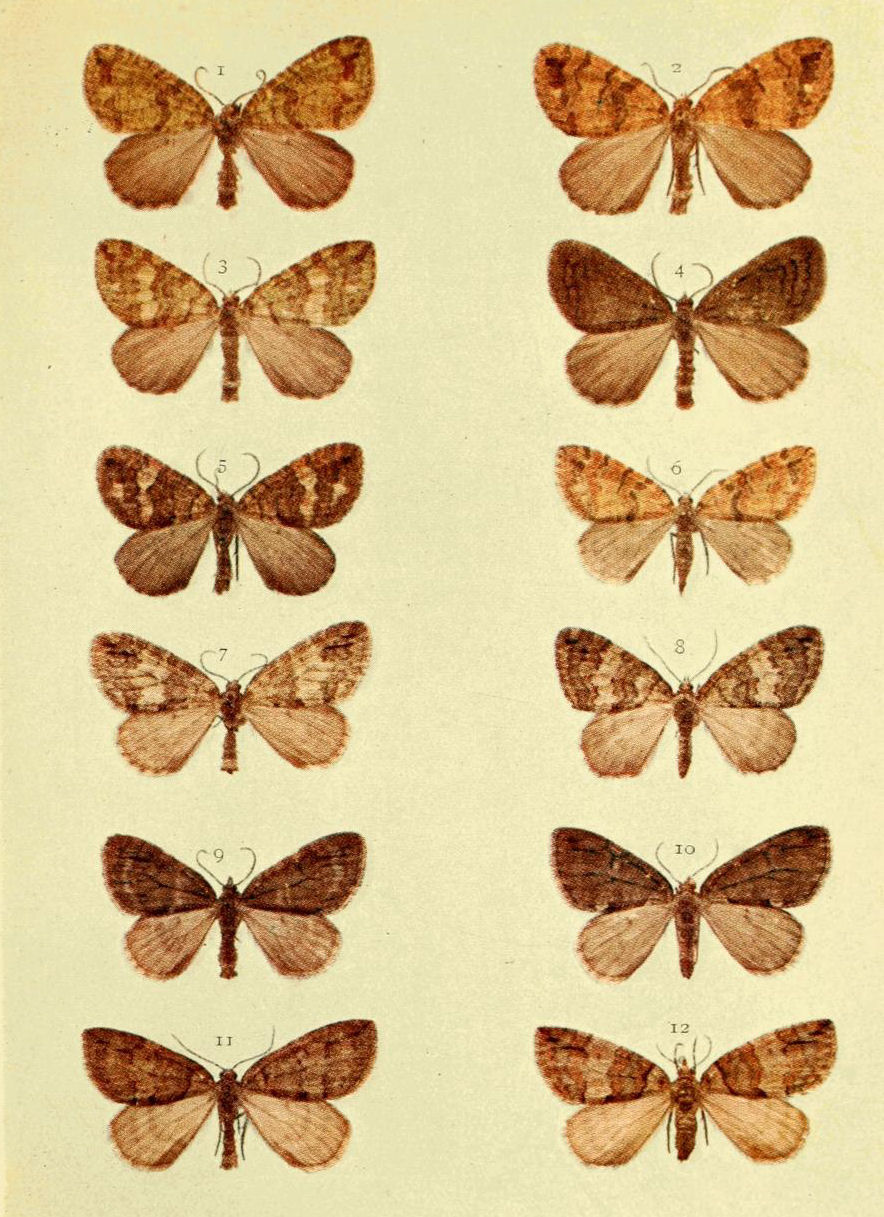
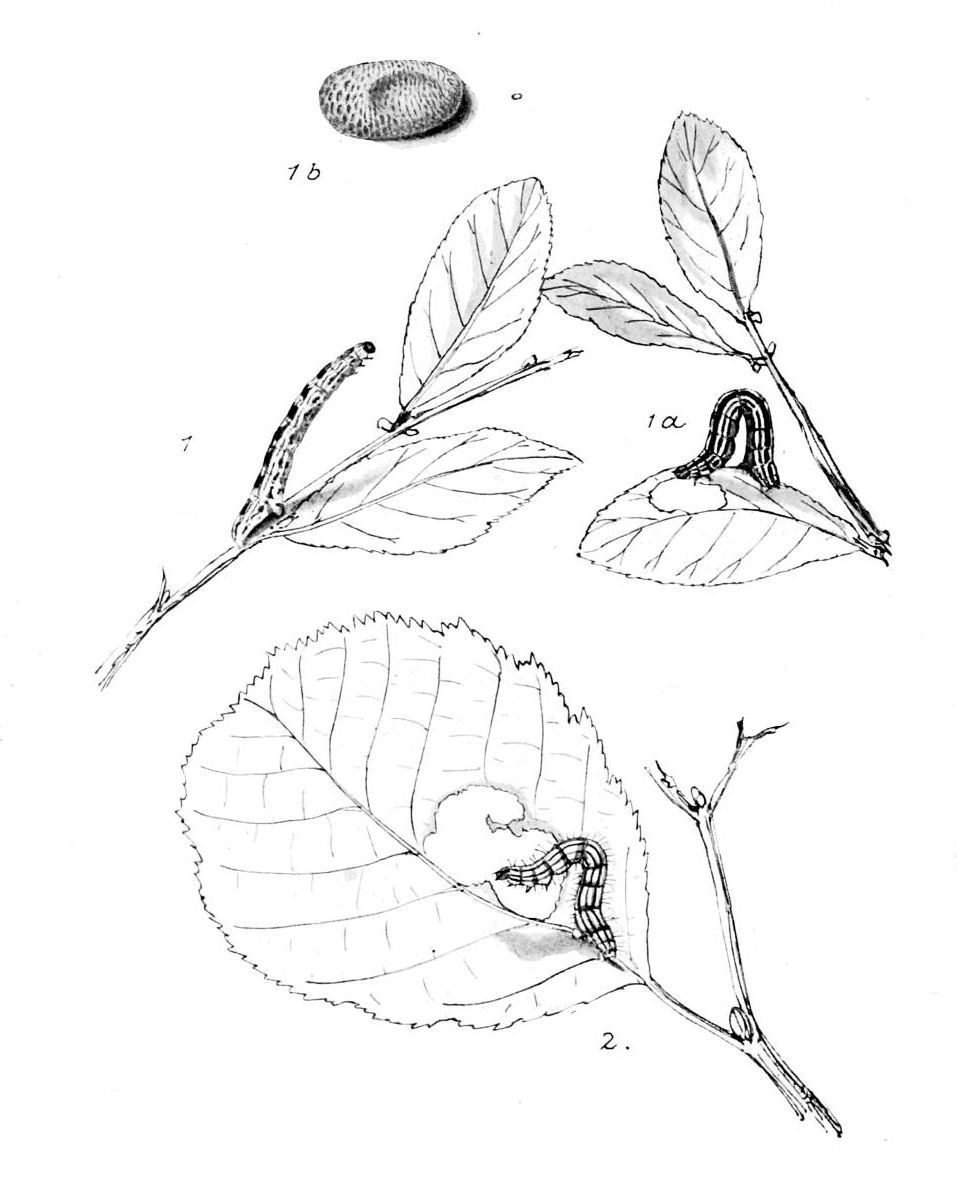

## Phụ loài
- Hydriomena furcata furcata
- Hydriomena furcata fergusoni